# Odorrana chloronota
Odorrana chloronota es una especie de anfibio anuro de la familia Ranidae.

## Distribución geográfica
Esta especie habita entre los 100 y 1900 m de altitud en Birmania, Camboya, el sur y el este de la República Popular China, el noreste de la India, Laos, Tailandia y Vietnam.

## Publicación original
- Günther, 1876 "1875" : Third report on collection of Indian reptiles obtained by British Museum. Proceedings of the Zoological Society of London, vol. 1875, p. 567-577[5]